# Schwabenitz

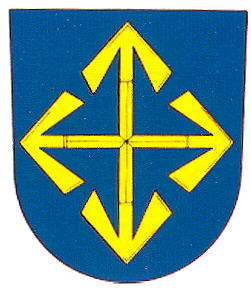
Wappen derer von Schwabenitz

Die Herren von Schwabenitz (tschechisch Švábenští ze Švábenic) waren ein altes mährisches Adelsgeschlecht. Mit Ignaz Albert Schwabenitzky von Schwabenitz erlosch es 1702 im Mannesstamme.

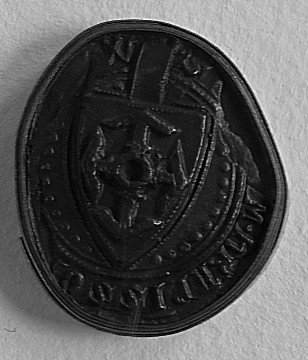
Münze mir Schwabenitz-Wappen

## Genealogie der Vorfahren von Schwabenitz
- Mathäus Koniczky von Sswabenicz, nachgewiesen 1403,[1]
- Militsch (Milič), Unterzessionar, nachgewiesen 1239,[2]
  - Slavibor von Drnowitz, nachgewiesen 1234 bis 1258, verheiratet mit Svatochna oder Eufémie von Hrabischitz
    - Wilhelm von Namiescht (Vilém z Náměště), nachgewiesen 1256 bis 1286
      - Adelsgeschlecht von Namiescht (tschechisch z Náměště)

    - Kojata von Drnowitz (Kojata z Drnovic), nachgewiesen 1269 bis 1286

  - Ägidius von Aujest und Schwabenitz (auch: Egidius de Upa, Idík z Újezda a Švábenic), Herr auf Burg Aussee, Unterzessionar der Markgrafschaft der Přemysliden, Olmützer Kastellan, Kämmerer von Bítov, nachgewiesen von 1232 bis 1268
    - Vschebor von Namiescht (Všebor z Náměště), Kämmerer von Bítov, nachgewiesen 1265 bis 1297
    - Hrabisch von Aussee und Schwabenitz (Hrabiše z Úsova a ze Švabenic), nachgewiesen 1265 bis 1296, verheiratet mit Elisabeth von Křižanov und Lichtenburg (Eliška z Křižanova a Lichtenburka)
      - Idik, nachgewiesen 1283 bis 1290
      - Vschebor, nachgewiesen 1283
      - Nikolaus, nachgewiesen 1283 bis 1311

    - Witiko/Vítek/Veit von Aupa/Alt Trautenau (Vítek z Úpy; † 1314), mährischer Marschall, Olmützer Kämmerer, nachgewiesen 1260–1314, verheiratet 1. (um 1265) mit Agnes (Anežka ze Zbraslavi; † 1296), einer Tochter des Boček von Jaroslavice und Zbraslav 2. mit und Perchta von Krumau (Perchta z Krumlova)[3]
      - Boček, nachgewiesen 1283–1297
      - Vschebor/Všebor, nachgewiesen 1287
      - Gebhard, nachgewiesen 1283–1307
      - Johann, nachgewiesen 1297–1322

  - Militsch von Namiescht (Milič z Náměště), mährischer Mundschenk und Olmützer Kämmerer, nachgewiesen von 1234 bis 1252
    - Částa z Křelova, nachgewiesen 1241 bis 1286